# Славянские древности
«Славянские древности: Этнолингвистический словарь» (укр. «Слов'янські старожитності: Етнолінгвістичний словник»; скор. «СДЭС», укр. «ССЕС») — російська фундаментальна наукова енциклопедія з тематики славістики, культури та слов'янської міфології. Складається із 5 томів, виданих у 1995—2012 роках.

## Опис

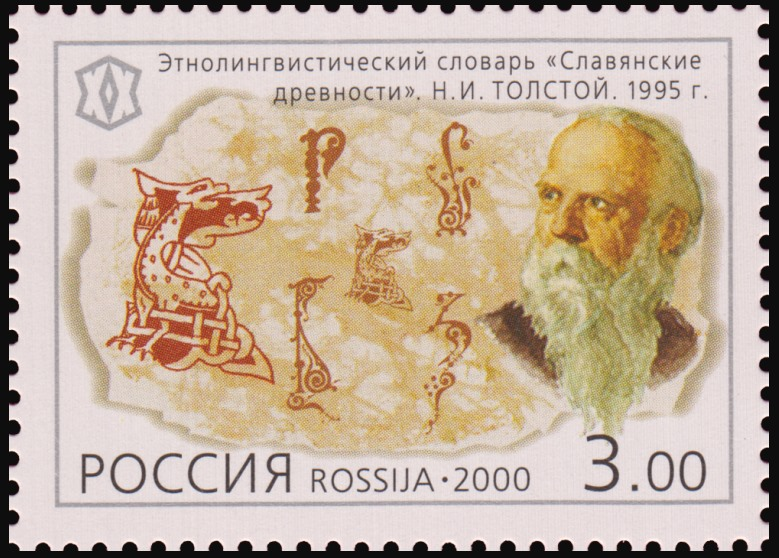
Поштова марка 2000 року

Роботу над словником авторський колектив відділу етнолінгвістики та фольклору Інституту слов'янознавства РАН вів понад чверть століття, пробний випуск словника видали у 1984 році. Перший том словника опублікувало 1995 року видавництво «Международные отношения».
Словник «підбиває підсумок більш ніж півторастолітнього вивчення» слов'янських мов, фольклору, міфології, етнографії, народного мистецтва, традицій. Представляючи насамперед науковий інтерес, ця праця водночас «захоплююче читання для найширшого кола читачів». Словник уміщує інформацію про різні сторони духовного життя слов'янських народів. Спеціальні статті присвячені народним уявленням про світоустрій, природу, святих покровителів, повір'ям про чаклунів, нечисту силу, різних духів тощо. У словнику докладно розказано про народний календар, обряди, звичаї, свята та сімейний уклад слов'ян.

## Авторський колектив
Редакційна колегія
Агапкіна Т. А., Виноградова Л. Н., Петрухін С. Я. , Товста С. М. (відповідальний редактор).
Постійний авторський колектив
Агапкіна Т. А., Бєлова О. В., Валенцова М. М., Виноградова Л. Н., Гура А. С., Кабакова Г. І., Левкієвська Є. Є. , Плотнікова А. А., Седакова І. А., Товста С. М., Узенева Є. С., Усачова В. В..

## Список томів
| № | Словникові статті (перша — остання) | Сторінок | Рік  | ISBN                                       |
| - | ----------------------------------- | -------- | ---- | ------------------------------------------ |
| 1 | А (Август) — Г (Гусь)               | 584      | 1995 | ISBN 5-7133-0704-2                         |
| 2 | Д (Давать) — К (Крошки)             | 702      | 1999 | ISBN 5-7133-0982-7                         |
| 3 | К (Круг) — П (Перепелка)            | 704      | 2004 | ISBN 5-7133-1207-0                         |
| 4 | П (Переправа через воду) — С (Сито) | 656      | 2009 | ISBN 5-7133-0703-4, ISBN 978-5-7133-1312-8 |
| 5 | С (Сказка) — Я (Ящерица)            | 736      | 2012 | ISBN 978-5-7133-1380-7                     |